# Lista produkcji The Montecito Picture Company
Chronologiczna lista produkcji The Montecito Picture Company – lista filmów i seriali telewizyjnych wyprodukowanych przez amerykańską firmę produkcyjną.

## Produkcja filmowa

### Lata 2000–2009. XX wieku
- 2000: Ostra jazda (koprodukcja z DreamWorks SKG)
- 2001: Ewolucja (koprodukcja z Columbia Pictures i DreamWorks SKG)
- 2002: Urok mordercy (koprodukcja z Metro-Goldwyn-Mayer Pictures)
- 2003: Old School: Niezaliczona (koprodukcja z DreamWorks SKG)
- 2004: Eurotrip (koprodukcja z DreamWorks SKG)
- 2006: Chłopaki z baraków (koprodukcja z Odeon Films, Cavu Pictures, Showcase Original Movie, Topsail Entertainment, Trailer Park Productions i Alliance Atlantis)
- 2007: Niepokój (koprodukcja z DreamWorks SKG i Cold Spring Pictures[1])
- 2009: Hotel dla psów (koprodukcja z DreamWorks SKG, Nickelodeon Movies, Cold Spring Pictures i The Donners’ Company)
- 2009: Nieproszeni goście (koprodukcja z Paramount Pictures, DreamWorks SKG, Cold Spring Pictures, MacDonald/Parkes Productions, Vertigo Entertainment, Medien 5 Filmproduktion, DWBC Productions i Goldcrest Pictures)
- 2009: Stary, kocham cię (koprodukcja z DreamWorks SKG, De Line Pictures i Bernard Gayle Productions)
- 2009: Absolwentka (koprodukcja z Fox Searchlight Pictures, Cold Spring Pictures i Fox Atomic)
- 2009: W chmurach (koprodukcja z Paramount Pictures, Cold Spring Pictures, DreamWorks SKG, Rickshaw Productions i Right of Way Films)
- 2009: Chloe (koprodukcja z StudioCanal i Sony Pictures Classics)

### Lata 2010–2019. XX wieku
- 2011: Sex story (koprodukcja z Paramount Pictures, DreamWorks SKG, Cold Spring Pictures, Spyglass Entertainment, Handsomecharlie Films, Katalyst Films i PIC Agency)
- 2012: Hitchcock (koprodukcja z Fox Searchlight Pictures i Cold Spring Pictures)
- 2014: Ostatni gwizdek (koprodukcja z Lionsgate, Summit Entertainment i OddLot Entertainment)
- 2016: Ghostbusters: Pogromcy duchów (koprodukcja z Columbia Pictures, Village Roadshow Pictures[2], Ghost Corps, LStar Capital, Pascal Pictures i Feigco Entertainment)
- 2017: Baywatch. Słoneczny patrol (koprodukcja z Paramount Pictures[3], Contrafilm[3], Vinson Pictures[3], Seven Bucks Productions[3], Flynn Company[3], Cold Spring Pictures[1], Huahua Media[4], Shanghai Film Group[4], Uncharted[4] i Fremantle Productions[4])
- 2017: Bękarty (koprodukcja z Warner Bros. Pictures i Alcon Entertainment)

### Lata 2020–2029. XX wieku
- 2020: Poradnik łowczyni potworów (koprodukcja z Walden Media, dystrybutowany przez Netflix)
- 2020: Godmothered (koprodukcja z Walt Disney Pictures i Secret Machine Entertainment[5], dystrybutowany przez Disney+)
- 2021: Pogromcy duchów. Dziedzictwo (koprodukcja z Columbia Pictures, Bron Creative, Ghost Corps i Right of Way Films)

## Produkcja telewizyjna
| Rok  | Tytuł                           | Uwagi |
| ---- | ------------------------------- | --- |
| 2001 | Alienators: Evolution Continues | dystrybutowany przez DIC Entertainment (cały świat) i Dentsu Inc. (Japonia/Azja), koprodukcja z DIC Entertainment, DreamWorks SKG, Columbia TriStar Television i Dentsu Inc. |